# Forêts sempervirentes de la plaine du Chang Jiang
Localisation
Les forêts sempervirentes de la plaine du Chang Jiang forment une écorégion du WWF appartenant au biome des Forêts de feuillus et forêts mixtes tempérées. Elle s'étend sur un vaste quadrilatère allant de la frontière sino-russe au Nord au pays du  Chang Jiang (fleuve Bleu) au Sud, de la mer de Chine orientale à l'Est à la grand boucle du fleuve Jaune (fleuve Jaune) à l'Ouest.
Cette végétation bénéficie d'un climat tempéré, avec près de 12° de moyenne annuelle (5 mois sont inférieurs à 0°), les précipitations sont d'environ 650 mm, et sont surtout concentrées en été (75 % entre juin et août). Dans la partie sud, la moyenne des températures est plus élevée (environ 14°5), les mois froids réduits (1 mois inférieur à 0°) et les étés chauds (5 mois supérieurs à 22°), les précipitations sont équivalentes. Les sols sont particulièrement riches (sols bruns sur du lœss). Très attaquée par les défrichements humains, elle subsiste sous forme de galeries le long des cours d'eau et sur les interfluves.
On y distingue le saule, le peuplier, le chêne (une dizaine d'espèces), les Juglandacées, le paulownia (Paulownia imperialis), l'arbre de soie (Albizia julibrissin), l'Ailante  (Ailanthus altissima ).